# Scheefporige stropharia
De scheefporige stropharia (Protostropharia dorsipora) is een schimmel behorend tot de familie Strophariaceae. Hij komt voor in gras- en hooilanden op uitwerpselen van paarden (en konijnen). 

## Kenmerken

### Uiterlijke kenmerken
Hoed
De hoed heeft een diameter van 13 tot 23 mm. Meestal is deze halfbolvormig tot gewelf, uitspreidend tot halfplat gewelfd en de kleur is lichtgeel. De hoed heeft een bleker rand. Het oppervlak stroperig, glad, niet-hygrofaan. De hoedrand is regelmatig, weinig of niet gestreept.
Lamellen
De lamellen staan wijd uiteen en zijn breed aangehecht. De kleur is olijfbruin tot bruingrijs. De lamelsnede is wit met een gekartelde rand.
Steel
De steel is 20 tot 100 mm lang en 1 tot 3 mm dik. Hij is cilindrisch, met een enigszins geëxpandeerde basis de kleur is geel. Mycelium aanwezig op steelbasis, zonder rhizomorfen.
Geur en smaak
Deze paddenstoel heeft nagenoeg geen geur en smaak. Volgens Noordeloos heeft de paddenstoel echter vaak een meelgeur.
Sporenprint
De sporenprint is zwart.

### Microscopische kenmerken
De basidiosporen zijn dikwandig, met een klein, duidelijk excentrische geplaatste kiempore. Ze zijn dikwandig en kleuren bruin in water. De sporenmaat is (16,5-)18-21(-22) × (9-)10-12(-13) µm. Het Q-getal, dat de verhouding tussen de lengte en de breedte weergeeft is 1,62 tot 2. De sporen zijn donkerbruin in KOH. De basidium is 26-36(-45) × (10-)12-16(-18) µm. De pleurocystidia zijn glad, dunwandig en meten 35-62 × 14-19 µm. De lamelsnede is steriel met uitsluitend leptocystidia. De zijden van de lamel bevatten zowel chrysocystidia als pleurocystidia. De cheilocystidia bevinden zich aan de lamelrand en meten 25,5–57,5 × 4–8 μm. De steel bevat geen chrysocystidia.

## Verspreiding
De scheefporige stropharia komt alleen voor in Noord-Amerika en Europa. In Nederland komt hij zeer zeldzaam voor. Hij staat niet op de rode lijst en is niet bedreigd.

## Foto's

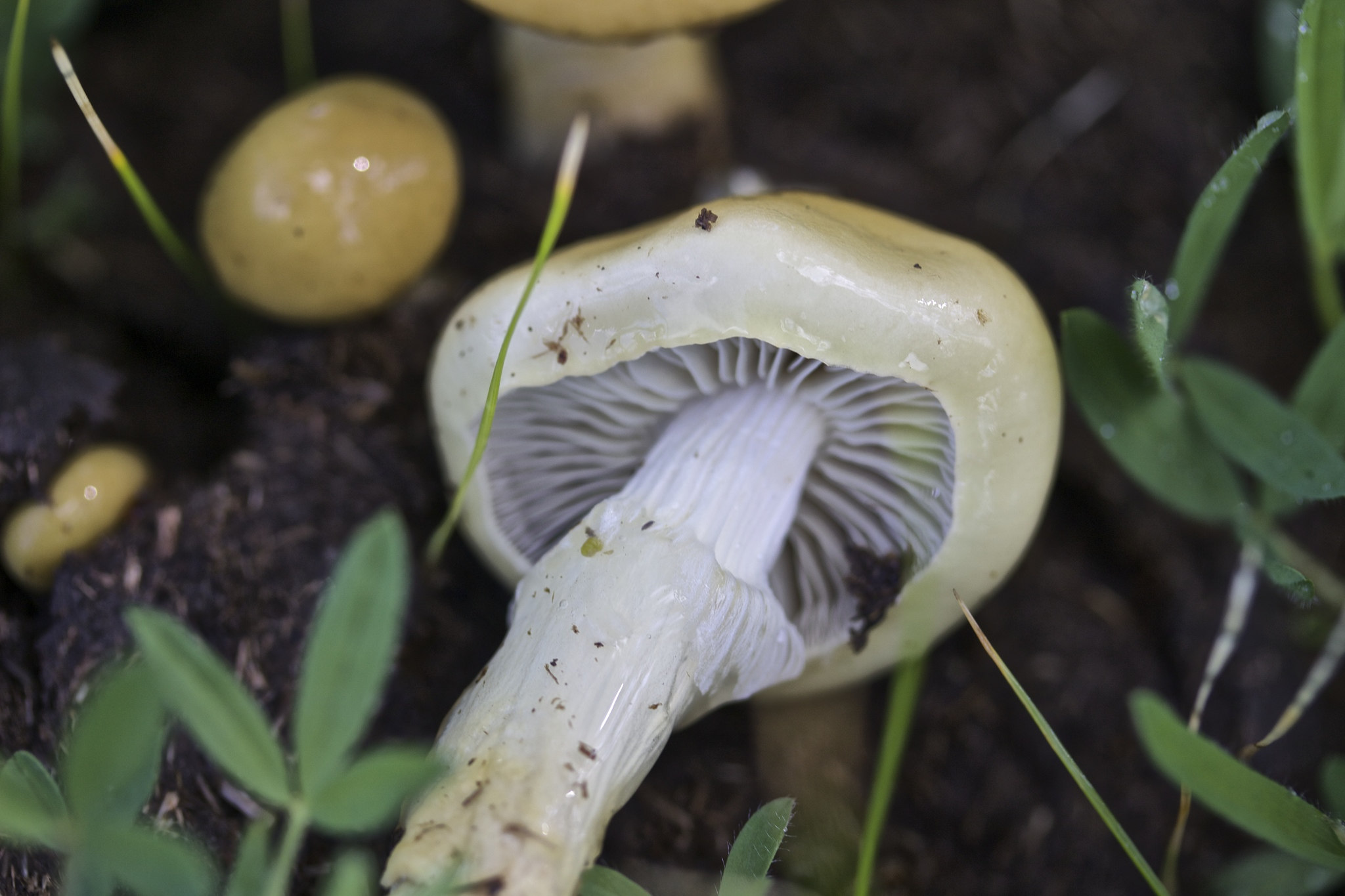
Lamellen
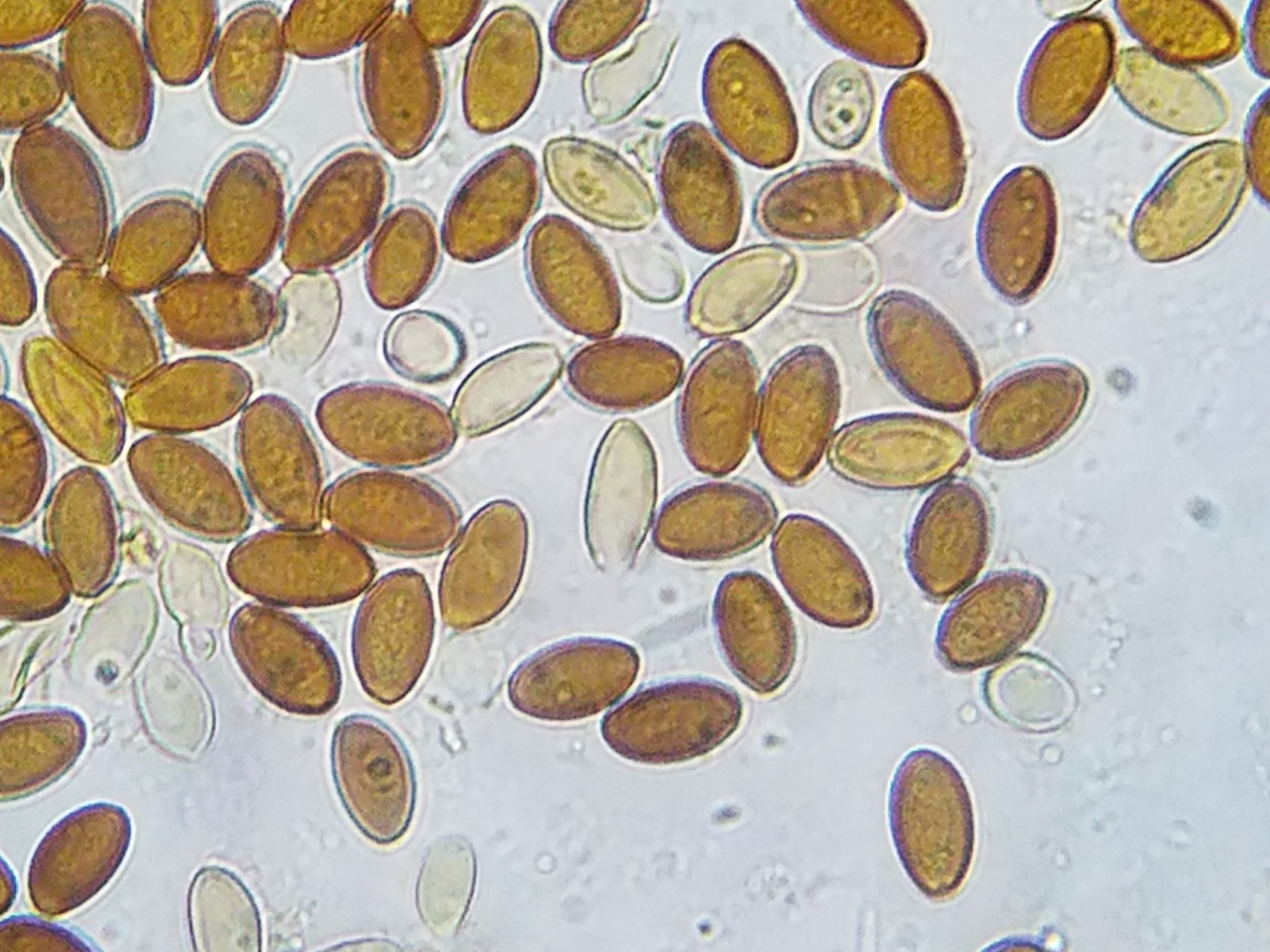
Sporen